# Reprezentacja Japonii w piłce siatkowej mężczyzn

Japońscy siatkarze podczas meczu z reprezentacją Iranu na Igrzyskach Olimpijskich w Tokio 2020

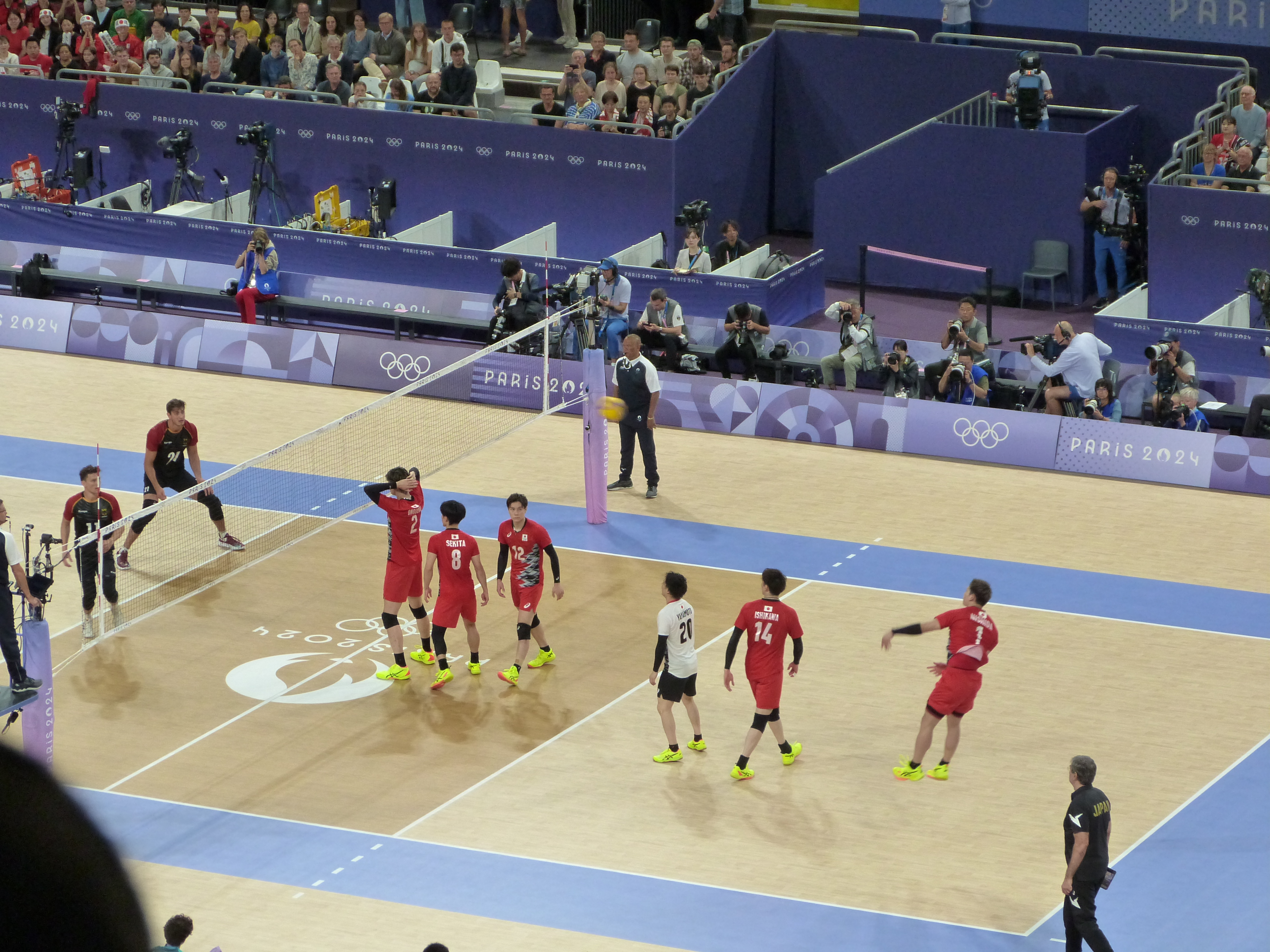
Siatkarze Japonii podczas meczu grupowego z reprezentacją Niemiec na Igrzyskach Olimpijskich 2024

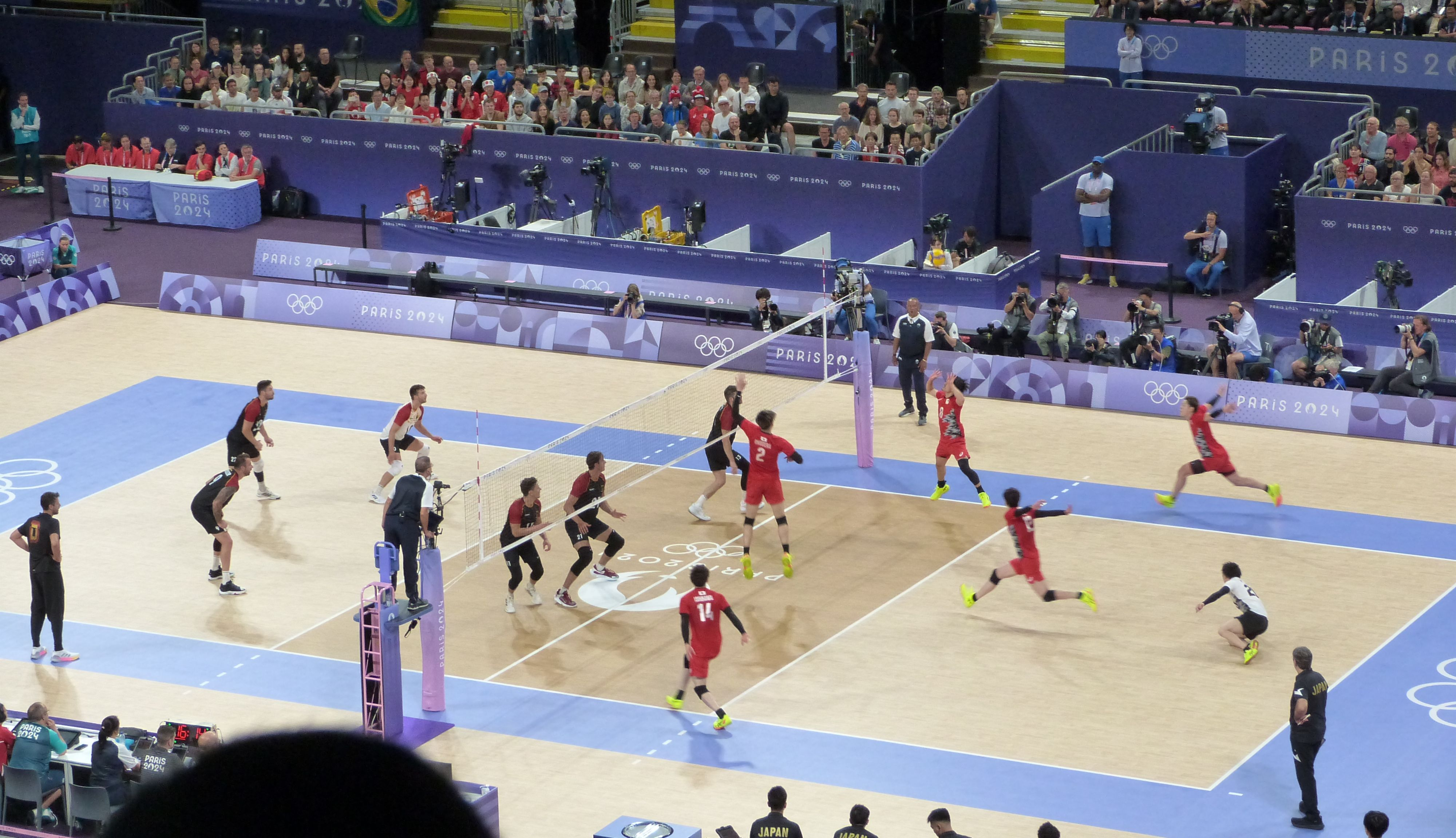
Siatkarze Japonii podczas meczu grupowego z reprezentacją Niemiec na Igrzyskach Olimpijskich 2024

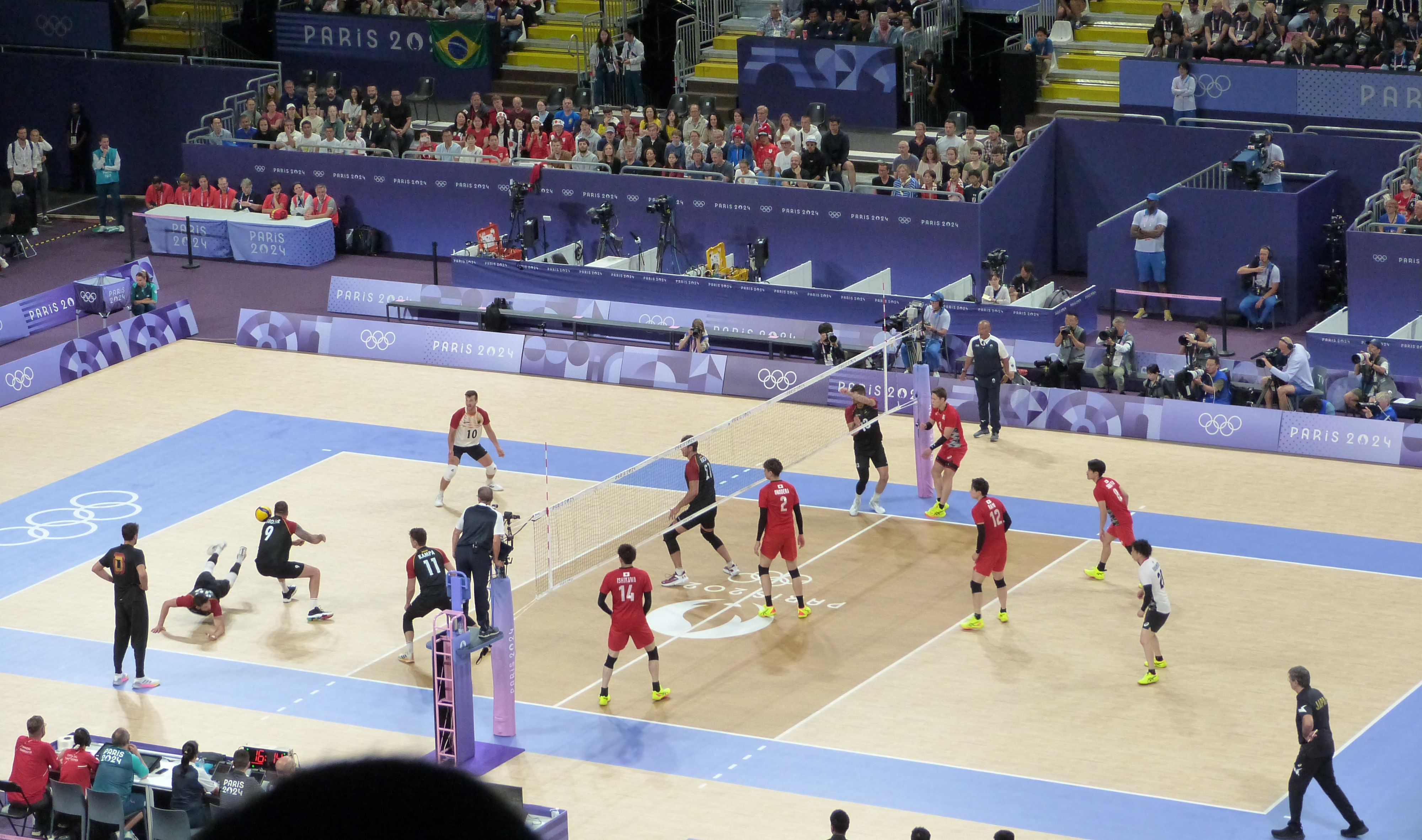
Siatkarze Japonii podczas meczu grupowego z reprezentacją Niemiec na Igrzyskach Olimpijskich 2024

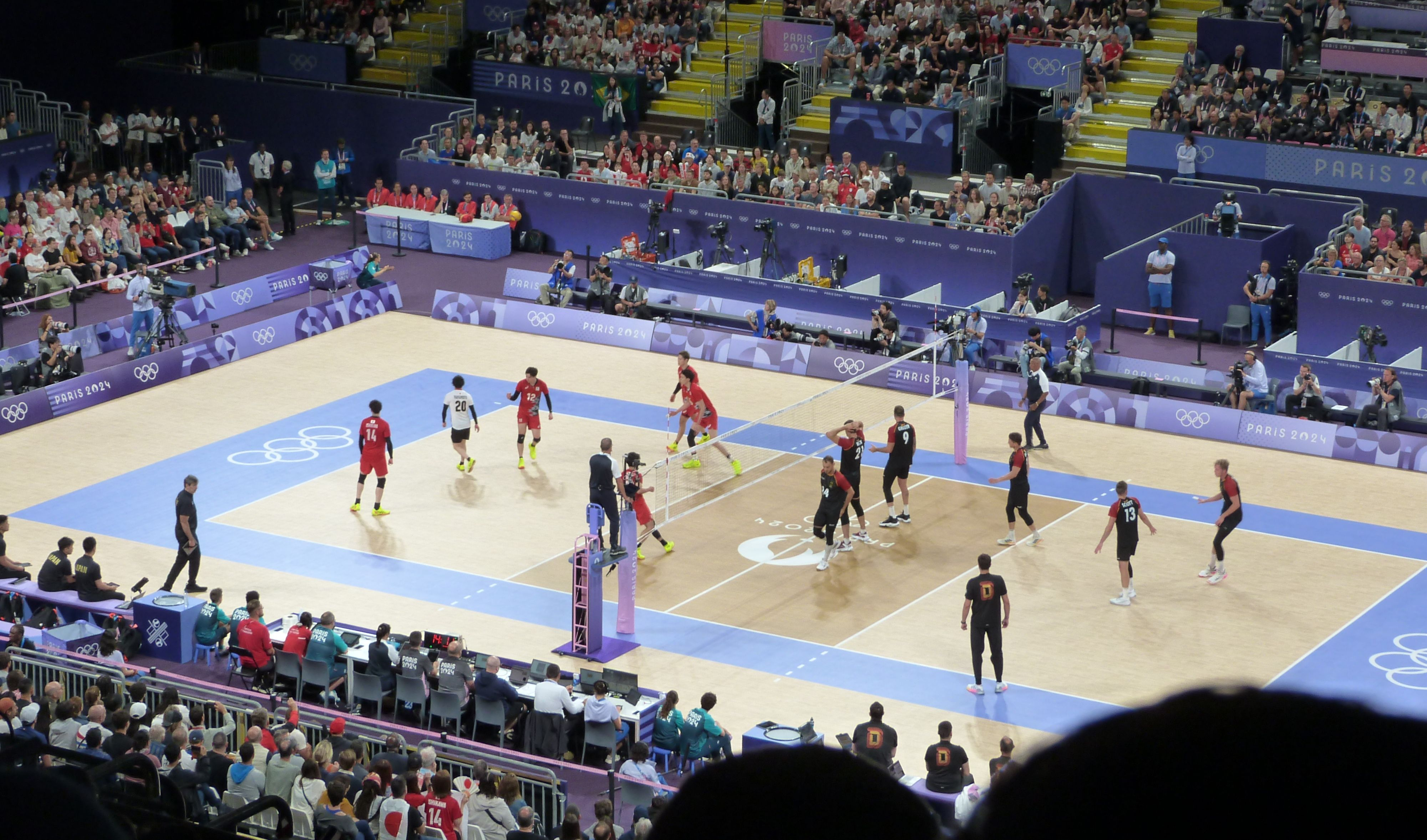
Siatkarze Japonii podczas meczu grupowego z reprezentacją Niemiec na Igrzyskach Olimpijskich 2024

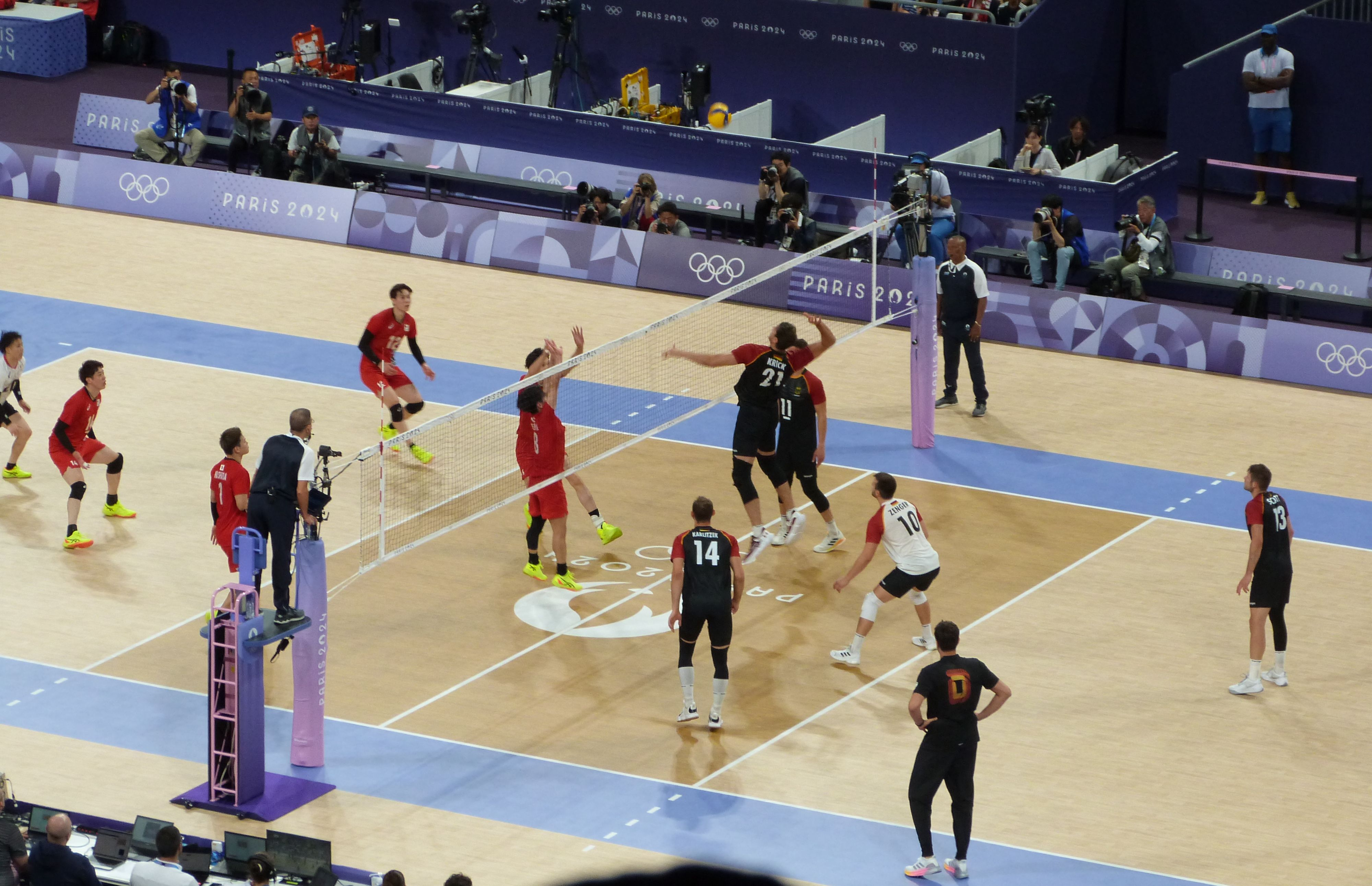
Siatkarze Japonii podczas meczu grupowego z reprezentacją Niemiec na Igrzyskach Olimpijskich 2024

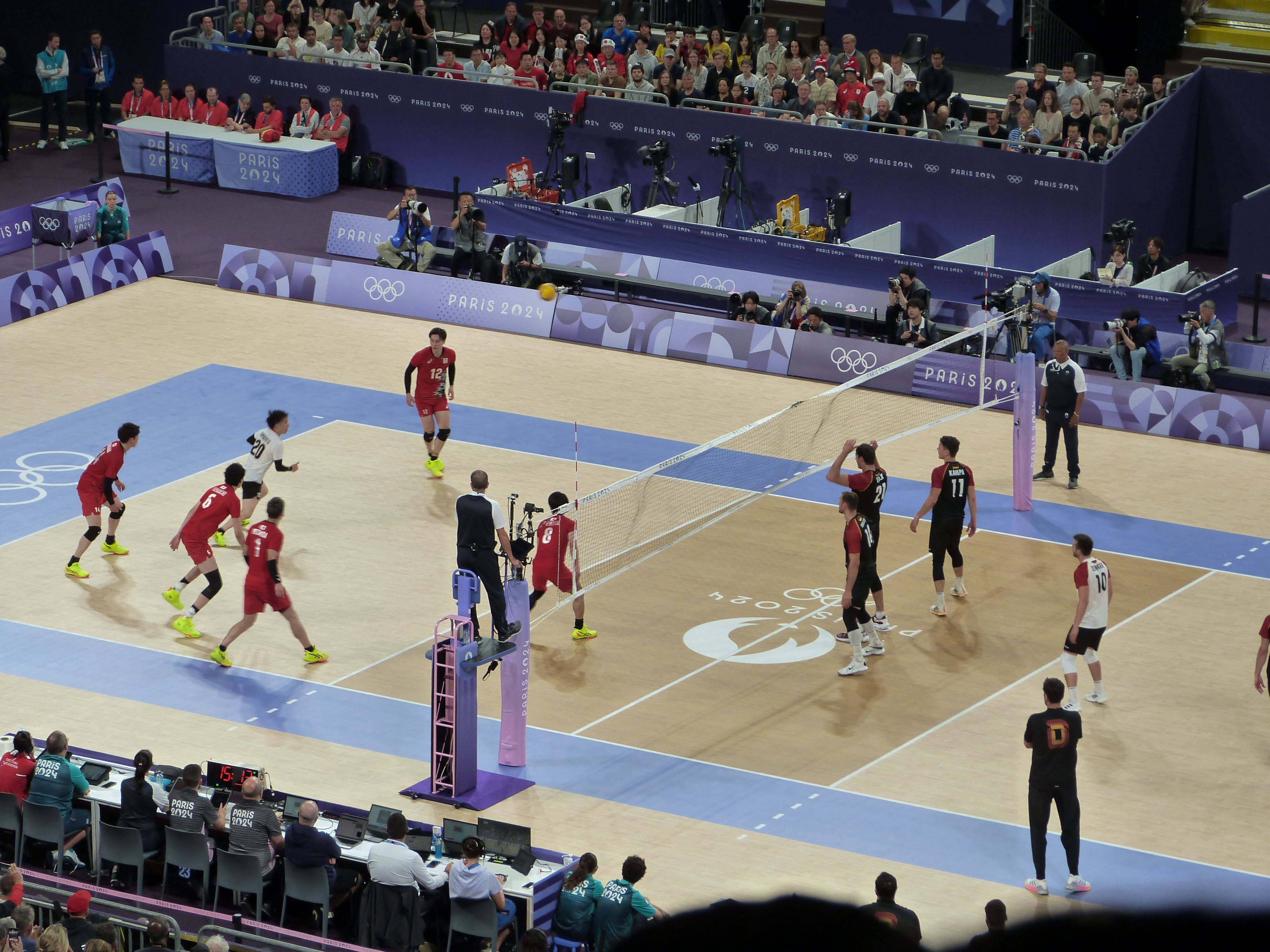
Siatkarze Japonii podczas meczu grupowego z reprezentacją Niemiec na Igrzyskach Olimpijskich 2024

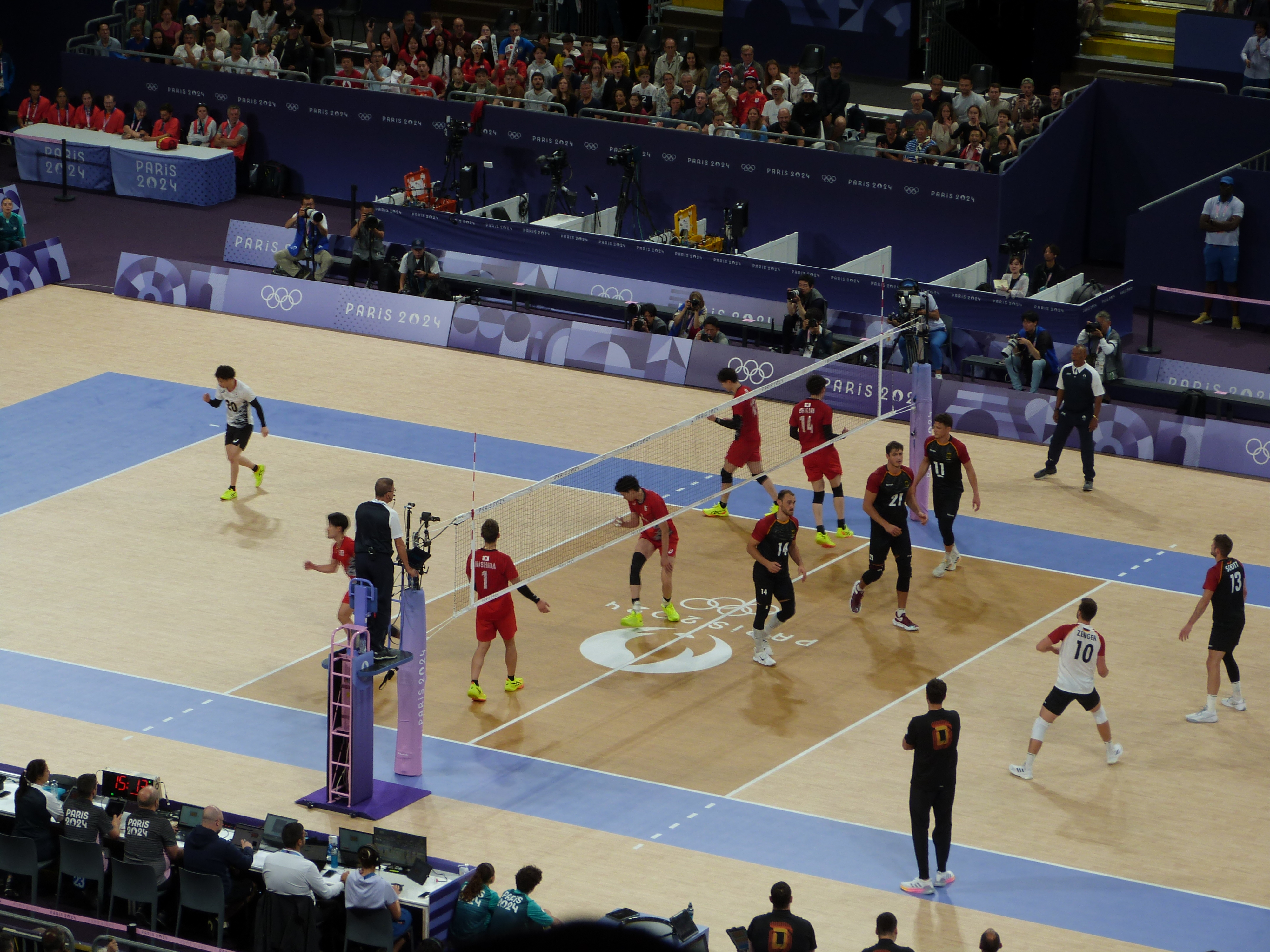
Siatkarze Japonii podczas meczu grupowego z reprezentacją Niemiec na Igrzyskach Olimpijskich 2024

Reprezentacja Japonii w piłce siatkowej mężczyzn – zespół siatkarski, biorący udział w imieniu Japonii w meczach i sportowych imprezach międzynarodowych, powoływany przez selekcjonera, w którym mogą występować wyłącznie zawodnicy posiadający obywatelstwo japońskie. Za jego funkcjonowanie odpowiedzialny jest Japoński Związek Piłki Siatkowej.

## Trenerzy
| Lata      | Imię i nazwisko      |
| --------- | -------------------- |
| 1989-1990 | Masayuki Minami      |
| 1991-1995 | Seiji Ōko            |
| 1997-2000 | Futoshi Teramawari   |
| 2001-2003 | Mikiyasu Tanaka      |
| 2004-2012 | Tatsuya Ueta         |
| 2013      | Gary Sato            |
| 2014-2016 | Masashi Nambu        |
| 2017      | Katsutoshi Tsumagari |
| 2017-2021 | Yuichi Nakagaichi    |
| 2022-2024 | Philippe Blain       |
| 2025-     | Laurent Tillie       |

## Szeroki skład reprezentacji Japonii naLigę Narodów 2025[3]
| Nr | Imię i nazwisko  | Data urodzenia | Wzrost | Pozycja      |
| -- | ---------------- | -------------- | ------ | ------------ |
| 1  | Yūji Nishida     | 30.01.2000     | 186 cm | atakujący    |
| 2  | Taishi Onodera   | 27.02.1996     | 200 cm | środkowy     |
| 3  | Akihiro Fukatsu  | 23.07.1987     | 183 cm | rozgrywający |
| 4  | Kento Miyaura    | 22.02.1999     | 190 cm | atakujący    |
| 5  | Tatsunori Otsuka | 05.11.2000     | 194 cm | przyjmujący  |
| 6  | Akihiro Yamauchi | 30.11.1993     | 204 cm | środkowy     |
| 7  | Yudai Arai       | 27.06.1998     | 188 cm | przyjmujący  |
| 9  | Masaki Oya       | 23.04.1995     | 178 cm | rozgrywający |
| 11 | Shoma Tomita     | 20.06.1997     | 190 cm | przyjmujący  |
| 12 | Ran Takahashi    | 02.09.2001     | 188 cm | przyjmujący  |
| 13 | Tomohiro Ogawa   | 04.07.1996     | 176 cm | libero       |
| 14 | Yūki Ishikawa    | 11.12.1995     | 192 cm | przyjmujący  |
| 15 | Masato Kai       | 25.09.2003     | 200 cm | przyjmujący  |
| 16 | Go Murayama      | 30.07.1998     | 192 cm | środkowy     |

| 17 | Keigo Nishimoto     | 27.10.1998 | 188 cm | środkowy     |
| 18 | Hiroto Nishiyama    | 04.03.2003 | 193 cm | atakujący    |
| 20 | Tomohiro Yamamoto   | 05.11.1994 | 171 cm | libero       |
| 21 | Motoki Eiro         | 08.06.1996 | 192 cm | rozgrywający |
| 22 | Soshi Fujinaka      | 02.12.1999 | 178 cm | libero       |
| 23 | Larry Ik Evbade-Dan | 18.08.2000 | 195 cm | środkowy     |
| 24 | Keihan Takahashi    | 13.10.2003 | 193 cm | atakujący    |
| 25 | Ryo Shimokawa       | 12.01.2000 | 178 cm | rozgrywający |
| 26 | Akito Yamazaki      | 16.10.1997 | 190 cm | przyjmujący  |
| 29 | Hiromasa Miwa       | 17.12.1999 | 192 cm | środkowy     |
| 30 | Keitaro Nishikawa   | 14.04.2000 | 195 cm | środkowy     |
| 31 | Yuki Imahashi       | 25.12.2000 | 182 cm | rozgrywający |
| 32 | Shunichiro Sato     | 17.05.2000 | 204 cm | środkowy     |
| 33 | Keishiro Takaki     | 03.09.2001 | 170 cm | libero       |
| 34 | Rikuto Goto         | 13.05.2001 | 187 cm | przyjmujący  |
| 38 | Daiki Yamada        | 07.08.2001 | 189 cm | przyjmujący  |

## Osiągnięcia
Igrzyska Azjatyckie:
- 1. miejsce – 1958, 1962, 1966, 1970, 1974, 1982, 1994, 2010
- 2. miejsce – 1978, 2014
- 3. miejsce – 1990, 2002, 2022[4]

Igrzyska Olimpijskie:
- 1. miejsce – 1972
- 2. miejsce – 1968
- 3. miejsce – 1964

Puchar Świata:
- 2. miejsce – 1969, 1977

Mistrzostwa Świata:
- 3. miejsce – 1970, 1974

Mistrzostwa Azji:
- 1. miejsce – 1975, 1983, 1987, 1991, 1995, 2005, 2009, 2015, 2017, 2023[5]
- 2. miejsce – 1989, 1997, 2007, 2021
- 3. miejsce – 1979, 1993, 2001, 2019

Puchar Azji:
- 2. miejsce – 2022
- 3. miejsce – 2012, 2016, 2018

Liga Narodów:
- 2. miejsce – 2024[6]
- 3. miejsce – 2023[7]

## Skład reprezentacji naLigę Światową 2008
| Nr                   | Imię i nazwisko      | Rok ur. | Wzrost | Klub sportowy                    |
| -------------------- | -------------------- | ------- | ------ | -------------------------------- |
| 1                    | Hisashi Aizawa       | 1986    | 195    | Toray Arrows                     |
| 2                    | Yuichiro Sakamoto    | 1975    | 195    | Suntory Sunbirds                 |
| 3                    | Takeshi Kitajima     | 1982    | 195    | Sakai Blazers                    |
| 4                    | Kyohei Shibata       | 1981    | 190    | Toray Arrows                     |
| 5                    | Daisuke Usami        | 1979    | 183    | Panasonic Panthers               |
| 6                    | Masayuki Iwata       | 1982    | 179    | Panasonic Panthers               |
| 7                    | Takahiro Yamamoto    | 1978    | 201    | Panasonic Panthers               |
| 8                    | Masaji Ogino (K)     | 1970    | 197    | Suntory Sunbirds                 |
| 9                    | Takaaki Tomimatsu    | 1984    | 191    | Toray Arrows                     |
| 10                   | Ko Tanimura          | 1982    | 194    | Panasonic Panthers               |
| 11                   | Yoshihiko Matsumoto  | 1981    | 193    | NEC Blue Rockets                 |
| 12                   | Kota Yamamura        | 1980    | 205    | Suntory Sunbirds                 |
| 13                   | Kunihiro Shimizu     | 1986    | 194    | Tokai University Volleyball Club |
| 14                   | Tatsuya Fukuzawa     | 1986    | 189    | Chuo University                  |
| 15                   | Katsutoshi Tsumagari | 1975    | 183    | Suntory Sunbirds                 |
| 16                   | Yusuke Ishijima      | 1984    | 197    | Sakai Blazers                    |
| 17                   | Yu Koshikawa         | 1984    | 190    | Suntory Sunbirds                 |
| 18                   | Kosuke Tomonaga      | 1980    | 184    | Sakai Blazers                    |
| 19                   | Daisuke Sakai        | 1981    | 180    | JT Thunders                      |
|                      |                      |         |        |                                  |
| Trener: Tatsuya Ueta |                      |         |        |                                  |